# Hooper (Utah)
Cette page contient des caractères spéciaux ou non latins. S’ils s’affichent mal (▯, ?, etc.), consultez la page d’aide Unicode.
Pour les articles homonymes, voir Hooper.
Hooper (en anglais [ˈhʊpər]) est une localité américaine située dans le comté de Weber, dans l’Utah. Le recensement de 2000 a indiqué une population de 3 926 habitants. Densité : 39,4 hab./km2 (102 hab./mi2). Superficie totale : 69 km2 (340,2 mi2).

## Histoire
Hooper a été établie par des mormons sous le nom de Muskrat Springs. Son nom a été changé en hommage au capitaine William H. Hooper, représentant de l’État au Congrès. Hooper est demeurée longtemps non incorporée. Elle l’a été le 30 novembre 2000.

## À noter
L’île de Fremont, dans le Grand Lac Salé, est incluse dans les limites administratives de Hooper.

## Source
- (en) Cet article est partiellement ou en totalité issu de l’article de Wikipédia en anglais intitulé « Hooper, Utah » (voir la liste des auteurs).